# 正長
正長（）は、日本の元号の一つ。応永の後、永享の前。1428年から1429年までの期間を指す。この時代の天皇は称光天皇、後花園天皇。室町幕府将軍は空位。

## 改元
- 応永35年4月27日（ユリウス暦1428年6月10日） 称光天皇の即位に伴う代始改元
- 正長2年9月5日（ユリウス暦1429年10月3日） 永享に改元

称光天皇は応永19年8月29日（1412年10月5日）に践祚したが、室町幕府は長い間改元を認めず、即位後16年にしてようやく代始改元の実施が認められた。そのため、実際には室町幕府が新将軍（足利義教）就任に伴う代始改元を要求したとする見方もある（ただし、義教の実際の将軍就任は翌2年に入ってからとなる）。 なお、改元の3か月後に称光天皇は崩御することになる。
また、永享改元当時、義教と対立していた鎌倉公方・足利持氏は永享への改元を認めず、「正長4年」（＝永享3年＝1431年）までこの元号を用いた（永享の乱のさきがけ）。

## 正長期におきた出来事
- 元年7月28日（1428年） - 称光天皇の崩御に伴い、後花園天皇が践祚。
- 元年 - 正長の土一揆
- 2年3月15日（1429年4月18日） - 足利義教の征夷大将軍宣下が行われ、室町幕府の将軍空位が4年ぶりに解消される。

### 出生
- 元年（1428年） - 朝倉孝景、武将（文明13年死去）

### 死去
- 元年1月18日（1428年2月3日） - 足利義持、室町幕府4代将軍（南朝元中3年/北朝至徳3年出生）
- 元年7月20日（1428年） - 称光天皇、101代天皇（応永8年出生）

## 西暦との対照表
※は小の月を示す。
| 正長元年（戊申） | 一月      | 二月※ | 三月 | 閏三月 | 四月※ | 五月 | 六月※ | 七月 | 八月※ | 九月  | 十月※   | 十一月※ | 十二月   |
| ---------------- | --------- | ----- | ---- | ------ | ----- | ---- | ----- | ---- | ----- | ----- | ------- | ------- | -------- |
| ユリウス暦       | 1428/1/17 | 2/16  | 3/16 | 4/15   | 5/15  | 6/13 | 7/13  | 8/11 | 9/10  | 10/9  | 11/8    | 12/7    | 1429/1/5 |
| 正長二年（己酉） | 一月      | 二月※ | 三月 | 四月※  | 五月  | 六月 | 七月※ | 八月 | 九月※ | 十月  | 十一月※ | 十二月  |          |
| ユリウス暦       | 1429/2/4  | 3/6   | 4/4  | 5/4    | 6/2   | 7/2  | 8/1   | 8/30 | 9/29  | 10/28 | 11/27   | 12/26   |          |